# Stazione di Bamberga
La stazione di Bamberga (in tedesco Bamberg) è la stazione ferroviaria della città tedesca di Bamberga.